# Полькайни
Полькайни (пол. Polkajny) — село в Польщі, у гміні Мілаково Острудського повіту Вармінсько-Мазурського воєводства.
Населення — 83 особи (2011).
У 1975-1998 роках село належало до Ольштинського воєводства.

## Демографія
Демографічна структура станом на 31 березня 2011 року:
|          | Загалом | Допрацездатний вік | Працездатний вік | Постпрацездатний вік |
| -------- | ------- | ------------------ | ---------------- | -------------------- |
| Чоловіки | 49      | 15                 | 30               | 4                    |
| Жінки    | 34      | 7                  | 21               | 6                    |
| Разом    | 83      | 22                 | 51               | 10                   |